# Saint-Côme-d’Olt
Saint-Côme-d’Olt – miejscowość i gmina we Francji, w regionie Oksytania, w departamencie Aveyron. W 2013 roku jej populacja wynosiła 1355 mieszkańców. Przez teren gminy przepływa rzeka Lot, a uchodzi do niej potok Boralde de Saint-Chély-d’Aubrac. 
Saint Côme oznacza po polsku św. Kosmę